# Reserva de uso múltiple Salinas Grandes
La Reserva de uso múltiple Salinas Grandes se encuentra en cercanías de las ciudades de Cruz del Eje y Deán Funes, en la provincia de Córdoba, Argentina. Su centro se ubica aproximadamente en la ubicación 30°02′05″S 64°51′12″O / -30.03472, -64.85333.
Fue creada en marzo de 2003, mediante decreto provincial 464.
No existen poblaciones estables dentro del área de la reserva.

## Superficie y ubicación
Su área corresponde a una parte del sector cordobés de las Salinas Grandes del centro de Argentina, uno de los salares más extensos del planeta.

La superficie de la reserva es de 200 000 hectáreas. Forma parte de un extenso salar de aproximadamente 600 000 hectáreas que se extiende en el sureste de la provincia vecina de La Rioja, sur de Catamarca y una pequeña porción en el sur de Santiago del Estero.
Las vías de acceso principales a la zona de la reserva son la ruta nacional 60 y la ruta nacional 157, esta última desde el norte.
Dentro del espacio protegido se encuentra la Reserva Monte de las Barrancas, que surge como una isla de la superficie del salar.

## Ambientes
La reserva presenta tres tipos de ambientes diferenciados:
- Islas o lenguas: Son terrenos elevados respecto del nivel general del terreno, con presencia de flora de mayor tamaño. El ejemplo más destacado lo constituye la "isla" que en sí misma es la Reserva Monte de las Barrancas
- Estepa arbustiva: Es un ambiente de llanura salina, donde predomina la vegetación achaparrada altamente adaptada a las condiciones del terreno.
- Bajos salinos: Son depresiones del terreno sin vegetación de ningún tipo, que suelen permanecer cubiertos de agua durante largos períodos.

## Flora y fauna
La flora depende del tipo de ambiente de la reserva. En las "Islas" se encuentran ejemplares de mayor porte tales como el quebracho blanco, el algarrobo, la "mimosa" o "sensitiva", la brea y algunos cardones. En las estepas salinas la vegetación disminuye de porte y se hace escasa. Están presentes los jumes, los "cachiyuyos", el palo azul y algunas gramíneas.
Dentro de la fauna de la reserva se pueden observar mamíferos como guanacos, maras y gatos monteses de las salinas. Recientemente, se han descubierto individuos particulares de una familia de roedores, especialmente la rata vizcacha chalchalera. Entre los reptiles se puede nombrar al chelco chequeño, el chelco de las salinas, el teyú, la tortuga de tierra y la boa arcoíris, entre otros.
En lo que respecta a aves la más característica de la zona es la monjita de las salinas. En época invernal, el área constituye el espacio de nidificación de aves que normalmente habitan más al sur, como la monjita castaña, el gaucho común, los flamencos andinos y los flamencos australes) entre otros.